# Botany (Australie)

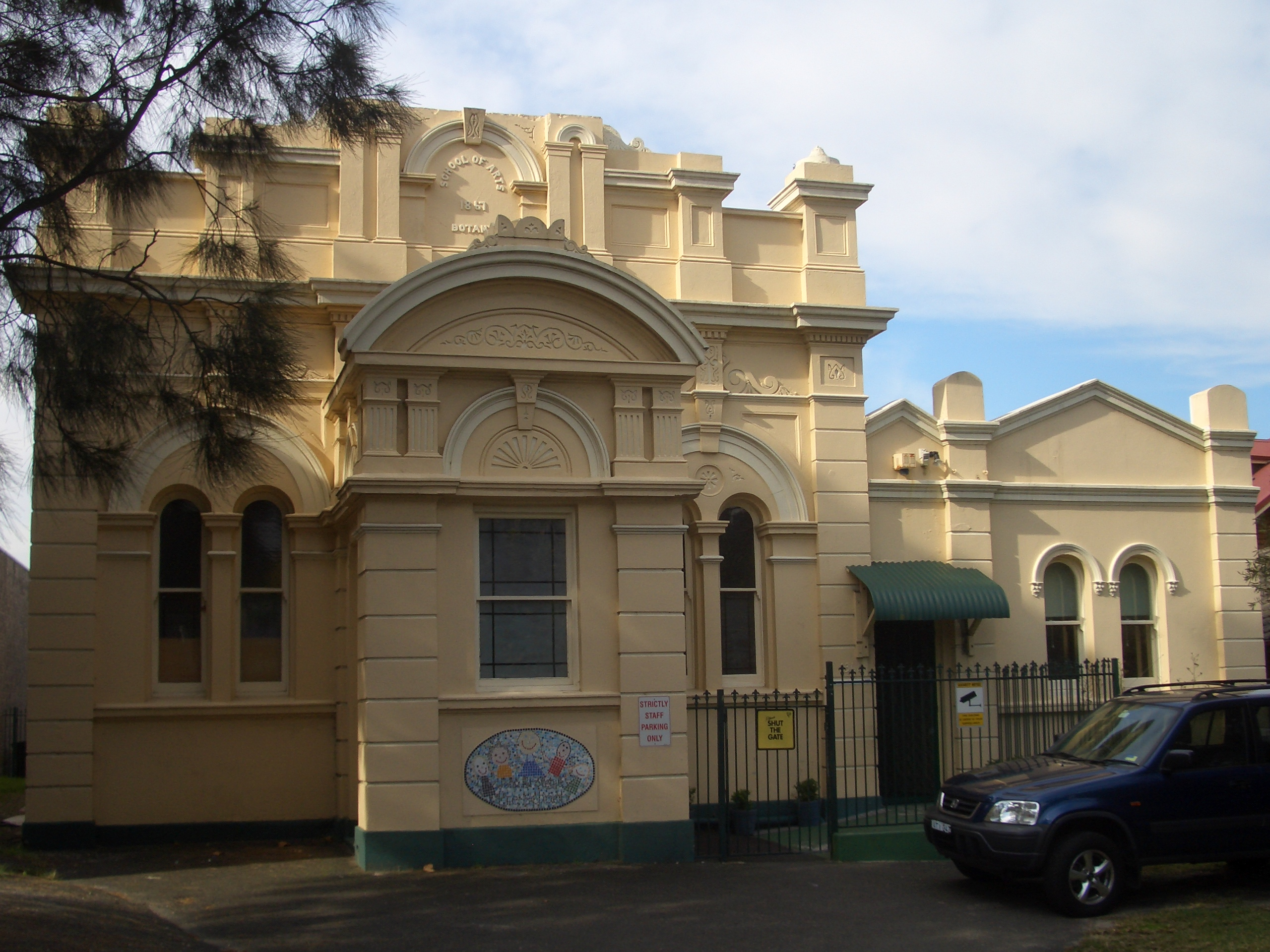
La Botany Scholl of Arts.

Botany est une banlieue au sud-est de Sydney, en Nouvelle-Galles du Sud, Australie. Botany est située 11 km au sud du Sydney central business district et fait partie de la Ville de Botany Bay.
Botany se situe sur la rive nord de Botany Bay, à l'est de l'aéroport de Sydney, à côté des banlieues de Mascot, de Banksmeadow, de Pagewood et de Port Botany.

## Histoire
Botany Bay correspond au lieu où James Cook a débarqué la première fois le 29 avril 1770, quand il est arrivé en Australie dans son bateau, l'Endeavour. Le botaniste anglais de l'équipage, Joseph Banks, et son assistant suédois Daniel Solander ont passé plusieurs jours à cet endroit et collecté un grand nombre de spécimens auparavant inconnus. Le journal de Cook se réfère à ce lieu sous le nom de Sting Rays' Harbour, puis Botanist Bay, des noms qui seront remplacés finalement par Botany Bay. Le nom de la banlieue vient du nom de la baie.

## Démographie
Selon le recensement de 2011, la banlieue compte 8 884 habitants. La ville est peuplée de 23,8 % d'Australiens, 20,2 % d'Anglais, 8,1 % d'Irlandais, 5,5 % d’Écossais et 3,7 % de Chinois. 65,3 % de la population est née en Australie.